# Sun Yanan
Pour les articles homonymes, voir Sun.
Sun Yanan est une lutteuse chinoise née le 15 septembre 1992. Elle est vice-championne olympique en lutte libre dans la catégorie des moins de 50 kg en 2021 à Tokyo .

## Palmarès

### Jeux olympiques
- Médaille d'argent en lutte libre dans la catégorie des moins de 50 kg en 2021 à Tokyo face à Yui Susaki[1].
- Médaille de bronze en lutte libre dans la catégorie des moins de 48 kg en 2016 à Rio face à Zhuldyz Eshimova[2].